# Bibinoi
Bibinoi je dlouhodobě nečinný vulkanický komplex v jihovýchodní části indonéského ostrova Bacan, západně od jižního okraje ostrova Halmahera. Skládá se z trojice stratovulkánů. Menší z nich (Songs a Lans) se nacházejí podél úžiny spojující ostrov Bacan s poloostrovem, na němž leží Bibinoi. Kdy došlo k poslední erupci, není známo. Odhady hovoří o holocénu.